# Dung dịch nước

Vỏ solvat hóa đầu tiên của một ion natri hòa tan trong nước.

Dung dịch nước là một dung dịch trong đó dung môi là nước. Nó thường được thể hiện trong phương trình hóa học bằng cách nối thêm (aq) với công thức hóa học có liên quan. Ví dụ, một dung dịch của muối, hoặc natri chloride, trong nước sẽ được đại diện như Na+ + Cl−. 
Chất kỵ nước cũng thường không tan trong nước, trong khi những chất ưa nước lại tan mạnh trong nước. Ví dụ về một chất ưa nước đó là natri chloride. Acid và base là dung dịch nước, như là một phần của phản ứng acid–base.
Khả năng hòa tan của một chất trong nước được xác định bằng cách liệu chất đó có thể phù hợp hoặc vượt quá các lực hấp dẫn mạnh mẽ mà các phân tử nước tạo ra giữa chúng hay không. Nếu chất này ít có khả năng hòa tan trong nước, các phân tử tạo thành một kết tủa.
Phản ứng trong dung dịch nước thường là phản ứng trao đổi. Phản ứng trao đổi là một thuật ngữ khác về sự dịch chuyển kép; tức là khi một ion cation di chuyển để tạo thành một liên kết ion với anion khác. Cation gắn kết với anion thứ hai sẽ tách ra và liên kết với anion khác.
Các dung dịch nước dẫn điện tốt chứa chất điện phân mạnh, trong khi những chất dẫn điện kém được coi là có chất điện phân yếu. Những chất điện phân mạnh này là các chất bị ion hoá hoàn toàn trong nước, trong khi các chất điện phân yếu chỉ biểu hiện một lượng ion hóa nhỏ trong nước.
Dung dịch không điện phân là các chất hòa tan trong nước nhưng vẫn duy trì tính toàn vẹn phân tử của chúng (không phân tách thành ion). Ví dụ như đường, ure, glyceril, và methylsulfonylmethan (MSM).
Khi viết các phương trình phản ứng dung dịch nước, cần xác định lượng kết tủa. Để xác định kết tủa, người ta phải tham khảo biểu đồ độ tan. Các hợp chất hòa tan là dung dịch nước, trong khi hợp chất không tan là chất kết tủa.
Khi thực hiện các tính toán liên quan đến phản ứng của một hoặc nhiều dung dịch nước, nói chung, người ta phải biết nồng độ, hoặc sự phân bố mol của dung dịch nước. Nồng độ dung dịch được đưa ra dưới dạng dạng chất tan trước khi hòa tan.